# Tossal del Montcofre
El Tossal del Montcofre és una muntanya de 343 metres que es troba al municipi de Vilagrassa, a la comarca catalana de l'Urgell.